# 小林功郎
小林 功郎（こばやし こうろう、1944年10月 - ） は、日本の電子工学者。東京工業大学名誉教授。元NEC基礎研究所所長。元電子情報通信学会エレクトロニクスソサイエティ会長。

## 人物・経歴
長野県木曽郡楢川村(現塩尻市)出身。1968年東京工業大学工学部電気電子工学科卒業。1970年東京工業大学大学院工学研究科電子工学専攻修士課程修了、NEC入社。1977年東京工業大学工学博士。1991年NEC光エレクトロニクス研究所所長。1994年NEC基礎研究所所長。1999年NEC研究開発グループ支配人。2001年電子情報通信学会エレクトロニクスソサイエティ会長。2002年東京工業大学精密工学研究所教授。2008年東京工業大学精密工学研究所所長。2010年東京工業大学名誉教授、ファイベスト取締役。2015年科学技術振興機構ACCEL FSプログラムマネージャー。2016年科学技術振興機構ACCELプログラムマネージャー。

## 著書
- 『光通信ハンドブック』（柳井久義編）朝倉書店 1982年
- 『光集積デバイス』共立出版 1999年
- 『フォトニクス : 光エレクトロニクスとその進展』（末松安晴と共著）オーム社 2007年

## 受賞
- 電子情報通信学会論文賞 1977[1]
- 電子情報通信学会学術奨励賞 1977[1]
- 大河内記念技術賞 1987[1]
- 電子情報通信学会業績賞 1989[1]
- 応用物理学会SSDM論文賞 1995[1]
- IEEE LEOS Fellow Award 1996[1]
- 応用物理学会フェロー 2007[3]
- 大川出版賞 2008[3]
- 電子情報通信学会功績賞 2009[3]